# Razionalità ecologica
La razionalità ecologica è un particolare tipo di razionalità, legata alla capacità di adattamento dell'uomo nei contesti di vita, e guida all'azione pratica. L’opinione attualmente dominante circa il concetto di razionalità nella pratica quotidiana (vd. teoria della scelta razionale), sostiene che esso qualifichi il prendere decisioni in conformità a certe regole, non necessariamente note a priori ma logicamente consequenziali, al di là delle variabili situazionali. La razionalità ecologica, al contrario, afferma che la razionalità di una determinata decisione dipende anche dalle circostanze in cui essa si svolge. Ciò che è considerato razionale sotto il profilo della scelta razionale tradizionale, quindi, potrebbe non essere considerato altrettanto razionale sotto il profilo della "razionalità ecologica" e viceversa. 
In altre parole, le persone che ricorrono alle strategie della razionalità ecologica, senza bisogno di una grande preparazione ma sfruttando semplicemente la propria esperienza, sono in grado di prendere buone decisioni a partire dai meccanismi mentali la cui struttura interna può sfruttare le configurazioni assunte dalle informazioni disponibili nell’ambiente.
In quest'ultima riformulazione si può intravedere un aspetto integrante dell'intelligenza politica.

## Razionalità secondo la teoria della scelta razionale
Il costrutto della razionalità ecologica si pone in aperta sfida della teoria della scelta razionale (RCT) come un aspetto normativo della razionalità. Secondo la teoria della scelta razionale, un'azione è considerata razionale se l'azione segue le preferenze e le aspettative che soddisfano un insieme di criteri, per esempio in base ad un computo autonomo tra costi e profitti delle conseguenze di tale scelta. Questi principi sono spesso giustificati sulla base di considerazioni di coerenza: ad esempio, sono escluse le preferenze intransitive e le aspettative non coerenti con le informazioni disponibili. La teoria della scelta razionale quindi racchiude la razionalità pratica come il percorso ottimale di azione data la rappresentazione soggettiva della realtà.

## Violazioni della teoria della scelta razionale
Dalla seconda metà del XX secolo, un numero cospicuo di ricerche documentava la violazione sistematica ad alcuni principi della RCT. Queste violazioni furono ampiamente interpretate come dimostrazioni di irrazionalità nel comportamento umano, provocando una riformulazione dell'intero paradigma. Nacque dunque il modello della razionalità limitata (Simon, 1967), secondo cui gli individui pur aspirando a decidere nel modo più razionale possibile, devono fronteggiare diversi limiti:
- Le informazioni necessarie per trovare una soluzione ottimale superano la reale capacità di elaborazione degli individui;
- Gli individui spesso ricorrono a strategie generali di comportamento, stereotipiche e probabilistiche, per giungere alle soluzioni;
- Il decisore non dispone sempre di risorse e tempo sufficienti per individuare la soluzione ottimale.

Al contrario, la nozione di Razionalità Ecologica mette in discussione la validità normativa di RCT e quindi interpreta le scoperte empiriche in modo sensibilmente diverso, sebbene in modo meno deterministico.

## Nella ricerca sulle euristiche rapide e sintetiche
Gerd Gigerenzer sostiene che alcuni comportamenti osservati, sebbene violino i principi della RCT, potrebbero essere razionali in ambienti con caratteristiche specifiche. Cioè, quelle situazioni in cui ci si troverebbe a dover violare i principi della RCT per agire in ultima istanza razionalmente. Questa idea, secondo cui la razionalità di un'azione dipende non solo da criteri interni (ad es. Coerenza delle preferenze) ma anche dalla struttura dell'ambiente, è stata proposta in precedenza da Herbert A. Simon. Simon ha immaginato che la razionalità sia modellata da un paio di forbici che taglia con due lame: una rappresenta la struttura dell'ambiente di lavoro, l'altra le capacità computazionali dell'agente.

### Esempio: elaborare la miglior euristica possibile
Per illustrare i concetti è opportuno ricorrere a una breve spiegazione.
Prese due strategie euristiche si stimi quale delle due alternative abbia un valore più alto in base a un criterio, scegliendo l'alternativa basata sul primo criterio che discrimina tra le due alternative, in cui i criteri sono ordinati in base alla validità dal più alto al più basso.
Anziché considerare le informazioni su tutti gli attributi di ciascuna opzione, l'euristica utilizza solo le informazioni sull'attributo più valido (vale a dire, l'attributo che correlava il più alto con il criterio) che discrimina tra diverse opzioni e sceglie l'opzione preferita da questo attributo. Pertanto, non crea aspettative che integrano tutte le informazioni disponibili, come richiesto da RCT. Ciononostante, è stato rilevato che la migliore euristica può offrire scelte migliori rispetto ad altri modelli di processo decisionale, inclusa la regressione multipla che considera tutte le informazioni disponibili. Il successo di questa strategia, tuttavia, dipende dalle caratteristiche specifiche dell'ambiente di scelta: quando le informazioni sono scarse, le validità degli attributi variano notevolmente e una grande porzione di attributi è ridondante, la migliore euristica è preferita.

### Esempio: 1 / N euristico
Per un secondo esempio, considera la questione su come distribuire un investimento su diverse opzioni di investimento. Secondo l'euristica 1 / N si assegnano semplicemente azioni di pari dimensioni a ciascuna opzione di investimento. In contrasto con le prescrizioni di RCT, non si prendono in considerazione nessuna delle informazioni disponibili, né viene generata una classificazione di preferenza delle opzioni disponibili. Quando l'ambiente di scelta è caratterizzato da un'elevata incertezza predittiva, un ampio insieme di opzioni di investimento e informazioni limitate sulle performance passate, non è stato trovato alcun modello di scelta razionale per migliorare costantemente l'euristica 1 / N su una varietà di indicatori.

## In economia sperimentale
Indipendentemente da Gerd Gigerenzer, Vernon L. Smith ha sviluppato la propria formulazione applicativa della razionalità ecologica. Le due nozioni sono correlate, tuttavia Smith predica il concetto a entità sociali come i mercati, che si sono evolute in un processo trial-and-error verso un risultato efficiente.